# San Juan (provincie van de Dominicaanse Republiek)
San Juan is een provincie van de Dominicaanse Republiek. De provincie heeft een oppervlakte van een kleine 3400 km² en telt 226.000 inwoners. De gelijknamige stad is de hoofdstad van de provincie.

## Gemeenten
| - De provinciehoofdstad: San Juan - Bohechío - El Cercado - Juan de Herrera - Las Matas de Farfán - Vallejuelo |

Azua · Baoruco · Barahona · Dajabón · Duarte · Elías Piña · El Seibo · Espaillat · Hato Mayor · Hermanas Mirabal · Independencia · La Altagracia · La Romana · La Vega · María Trinidad Sánchez · Monseñor Nouel · Monte Cristi · Monte Plata · Pedernales · Peravia · Puerto Plata · Samaná · Sánchez Ramírez · San Cristóbal · San José de Ocoa · San Juan · San Pedro de Macorís · Santiago · Santiago Rodríguez · Santo Domingo · Valverde
Distrito Nacional